# Jean-Jacques Duboys
Pour les articles homonymes, voir Duboys.
Jean-Jacques Duboys (17 octobre 1768 à Richelieu - 18 juillet 1845 à Angers) est un magistrat, militaire et homme politique français.

## Biographie
Jean-Jacques Duboys fit des études de droit. Il fut reçu licencié en droit à l'université de Poitiers le 24 novembre 1788, il se fit inscrire comme avocat au Présidial d'Angers le 16 mars 1790.
Le 9 septembre 1791, il s'enrôla, comme simple soldat, dans le 3e bataillon des volontaires. Nommé capitaine dix jours après, et le lendemain lieutenant-colonel en second, il défendit Vannes contre les Chouans, reprit Rochefort-en-Terre, assista aux affaires de Nantes, de Mauves et de Thouarcé et fut nommé commandant de la place de Vannes, puis commandant du département. Envoyé en garnison à Belle-Île-en-Mer, il fut, comme suspect, traduit devant le tribunal révolutionnaire de Belle-Isle, mais il se défendit lui-même et fut acquitté.
Il se battit à Dol et à Antrain, et y fut blessé à la figure et à la jambe. Élevé au grade de chef de brigade, le 10 germinal an IV, il fut nommé, étant aux armées, professeur de législation à l'École centrale de Maine-et-Loire, Le 18 frimaire an V, il donna sa démission de chef de brigade et prit possession de sa chaire. Son cours eut beaucoup de succès, il le continua jusqu'à la suppression de l'École, qui eut lieu en 1804, et que hâta peut-être un discours prononcé par lui contre la création du lycée.
Il rentra au barreau et devint le chef de l'opposition libérale en Maine-et-Loire. Il échoua, le 12 juillet 1830, à l'élection législative, dans le 3e arrondissement électoral de Maine-et-Loire avec 70 voix contre 104 données à l'élu, M. de Cacqueray. Élu colonel de la brigade nationale d'Angers en août 1830, et, le 10 du même mois, nommé procureur général à la Cour de cette ville, il se présente le 21 octobre 1830, à l'élection législative de l'arrondissement de Beaupréau, et fut élu par 85 voix sur 112 votants et 223 inscrits, en remplacement de M. de Cacqueray, démissionnaire, contre 17 voix données à M. Cesbron-Descrances, et 8 à M. de Marcombe. Élu de nouveau, le 5 juillet 1831, par le collège de Beaupréau, avec 69 voix sur 109 votants et 238 inscrits, contre 39 données à M. Casimir Périer, il fut appelé, dans le cours de la même année, au siège de conseiller. Il fut, en pleine audience, révoqué de ses fonctions de procureur-général par la réaction royaliste à la Cour royale de Paris.
Le 21 juin 1834, il fut réélu par le collège de Beaupréau avec 79 voix sur 108 votants et 265 inscrits contre 28 voix à M. Leclerc-Thouin, et fut réélu, le 4 novembre 1837, pour la quatrième fois, avec 149 voix sur 224 votants et 339 inscrits, contre 58 voix données à M. Reveillière, légitimiste. Mais il échoua dans le même collège, le 2 mars 1839, avec 121 voix contre 139 données à l'élu, M. Poudret de Sevret.
Il avait alors 71 ans. Le 29 décembre 1844, il donna sa démission de conseiller à la cour royale de Paris et se retira dans sa terre de la Bizolière à Savennières, où il mourut l'année suivante. 
Il avait été membre du conseil général de Maine-et-Loire pour le canton de Montrevault de 1830 à 1839."
Gendre du chevalier Nicolas-Louis Juteau, il est le père de Ernest-Eugène Duboys d'Angers et le beau-père de Charles-Pierre Michel de Puisard.

## Mandats à l'Assemblée Nationale ou Chambre des Députés
- Le 20 avril 1811, il entra dans la magistrature comme substitut du gouvernement près la cour d'Angers.
- Le 15 mai 1815 - Il reprit sa place au barreau et prononça un discours mémorable en faveur des époux Lacroix dans l'affaire Clément de Ris. Le 15 mai 1815, il fut élu représentant à la Chambre des Cent-Jours, par l'arrondissement de Segré, avec 43 voix sur 64 votants et 123 inscrits, contre 13 voix à M. Pilastre de la Brardière, et 7 à M. Feuillant, anciens députés. Après avoir été arrêté en route par les Chouans, il parvint à Paris, et lut de sa voix "forte et animée", selon l'expression du Moniteur, le discours solennel à la cérémonie du Champ de Mai (1er juin 1815). Au retour, il fut de nouveau emprisonné au Mans par le général d'Ambrugeac, et relâché sur un ordre de Fouché./07/1815 : Maine-et-Loire - Gauche
- 21 octobre 1830 - ? : Maine-et-Loire - Opposition libérale
- 5 juillet 1831 - 25 mai 1834 : Maine-et-Loire - Groupe libéral
- 21 juin 1834 - 3 octobre 1837 : Maine-et-Loire - Centre gauche
- 4 novembre 1837 - 2 février 1839 : Maine-et-Loire - Centre gauche

## Sources
- « Jean-Jacques Duboys », dans Adolphe Robert et Gaston Cougny, Dictionnaire des parlementaires français, Edgar Bourloton, 1889-1891 [détail de l’édition]
- « Jean-Jacques Duboys », sur Sycomore, base de données des députés de l'Assemblée nationale